# Styraxdiplosis cearensis
Styraxdiplosis cearensis är en tvåvingeart som först beskrevs av Tavares 1925.  Styraxdiplosis cearensis ingår i släktet Styraxdiplosis och familjen gallmyggor. Inga underarter finns listade i Catalogue of Life.